# Charles Armstrong
Charles Ewing Armstrong (født 23. oktober 1881 i Philadelphia, død 12. marts 1952 i West Point) var en amerikansk roer, som deltog i OL 1904 i St. Louis.
Dempsey roede i otteren for Vesper Boat Club i hjembyen Philadelphia. Han var med i båden, der deltog i OL 1904 i St. Louis, hvor der ud over Vesper-båden blot deltog én anden båd, canadiske Toronto Argonauts. Det var en båd fra Vesper, der havde vundet samme konkurrence ved legene fire år forinden, og to mand gik igen fra denne båd: John Exley og styrmand Lou Abell. Resten af besætningen bestod ud over Armstrong af Mike Gleason, Hunter Lott, Jim Flanigan, Fred Cresser, Joe Dempsey og Frank Schell. Vesper genvandt OL-guldet med et forspring på tre længder til den canadiske båd.